# Paul Amlehn
Paul Irenä Amlehn (der Ältere) (* 16. März 1867 in Sursee; † 1. April 1931 ebenda) war ein Schweizer Bildhauer.

## Leben und Werk

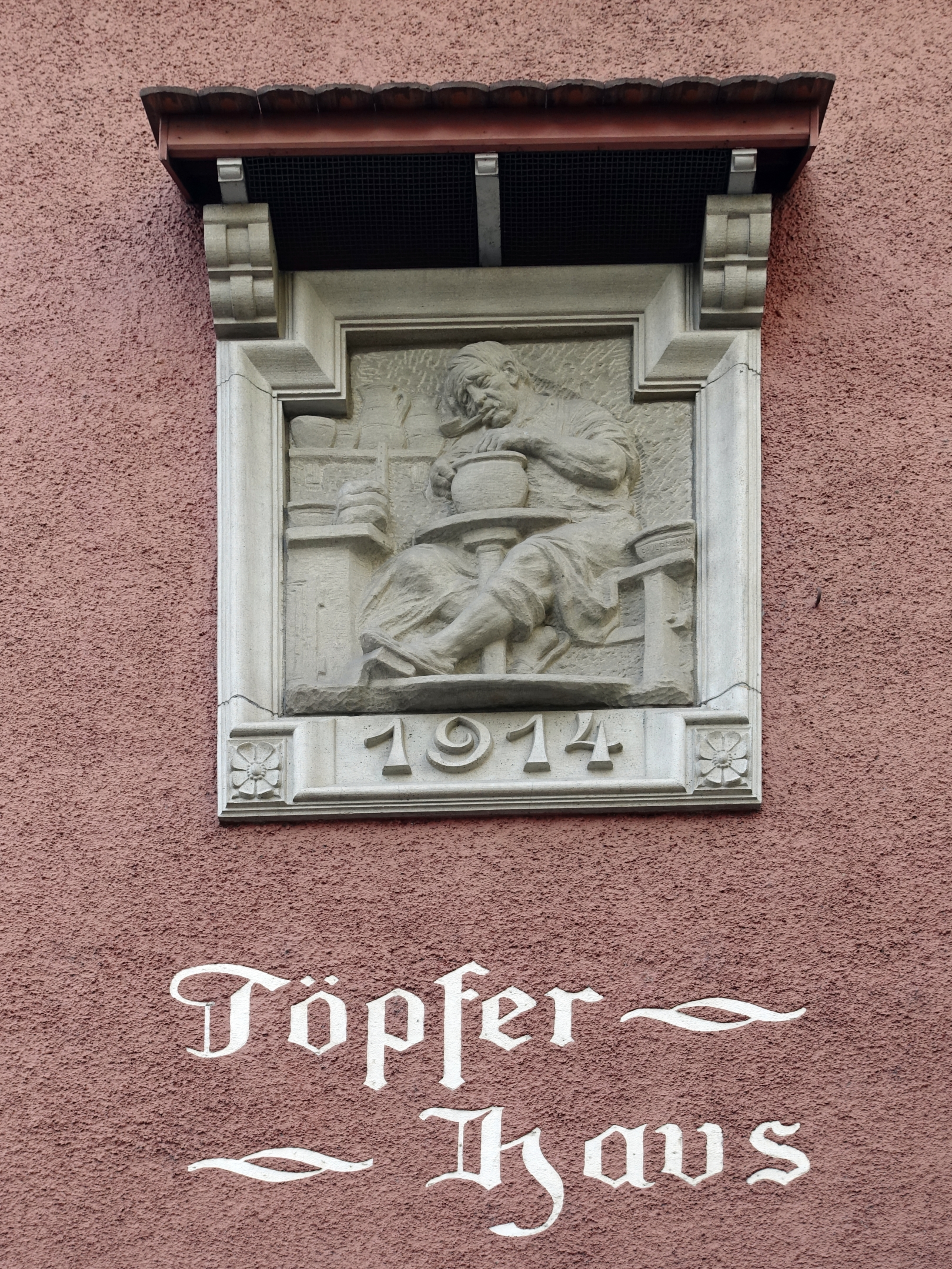
Relief, Töpferstrasse, Stadt Luzern

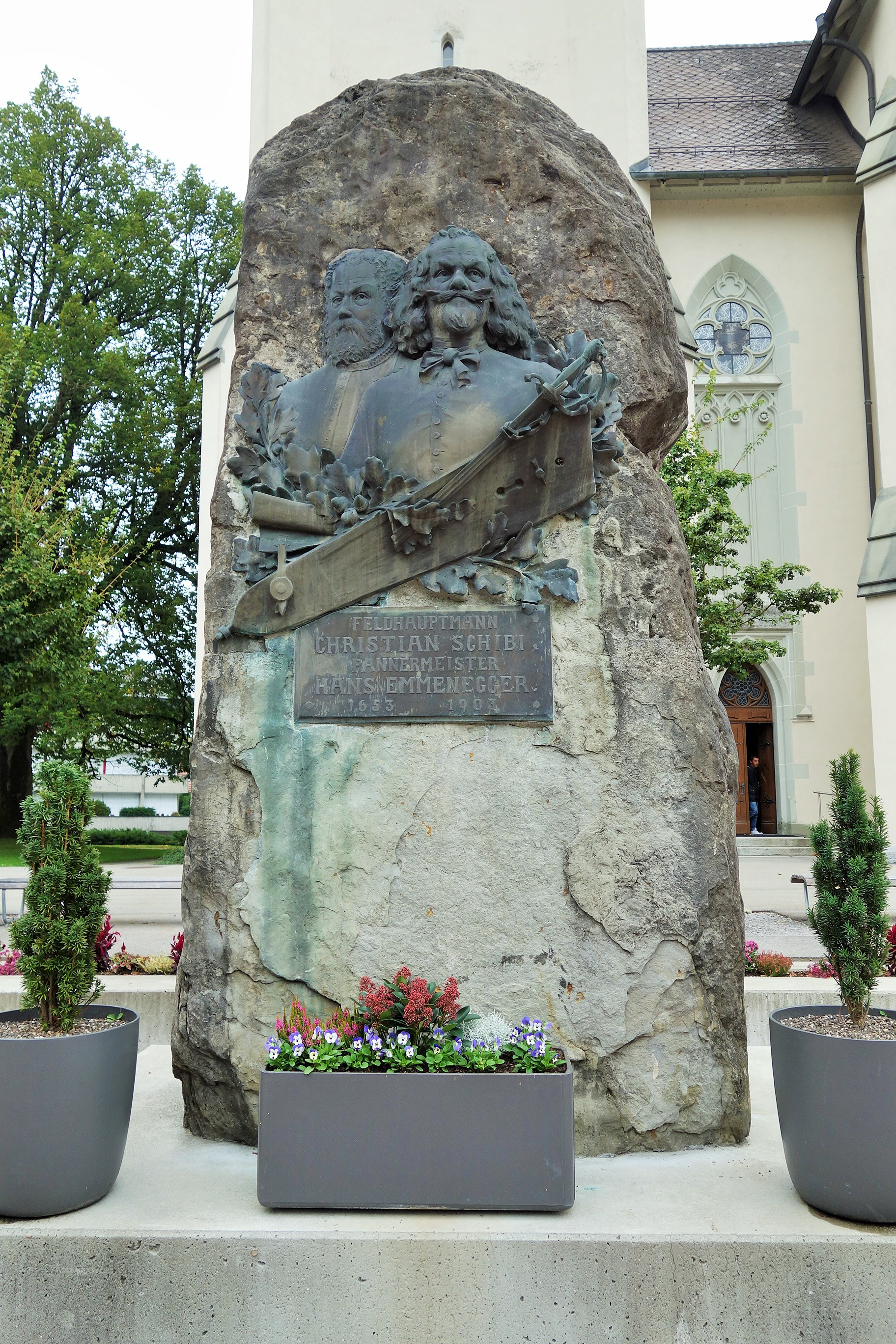
Bronzerelief für Christian Schybi und Hans Emmenegger am Schybistein in Escholzmatt, 1890

Amlehn entstammte einer Künstlerfamilie und lernte sein Handwerk als Bildhauer bei seinem Vater Franz Sales Amlehn (1838–1917).
1888 studierte Amlehn an der Académie de France in Rom, wo er den französischen Bildhauer Edgar Henri Boutry (1857–1938) kennen lernte. Dieser heiratete 1895 Amlehns Schwester, die Malerin und Modelleurin Salesia Boutry-Amlehn (1863–1927).
Gemeinsam mit Boutry schuf Amlehn mehrere grössere Arbeiten und stellte diese 1894 im Salon de Paris und 1898 auf der «Nationalen Kunstausstellung der Schweiz» in Basel aus. Die Skulpturengruppe über der Fassade des Musée d’art et d’histoire in Genf schuf Amlehn mit Albert Angst und wurde daraufhin in die Eidgenössische Kunstkommission gewählt.
Ein 1903, im 250. Gedenkjahr des Schweizer Bauernkrieges, auf dem Dorfplatz von Escholzmatt enthülltes Denkmal hält das Andenken an Christian Schybi und Hans Emmenegger, Landespannermeister und Mitstreiter, bis heute wach. Das Bronzerelief schuf Amlehn.
1914 weihte Amlehn in Buenos Aires sein Monument der schweizerisch-argentinischen Freundschaft ein, das er im Auftrag der dortigen Auslandschweizer geschaffen hatte.
Nach Amlehns Tod führte sein Sohn Paul Edgar Amlehn (1896–1964) das Bildhaueratelier weiter. Die Bildhauerfamilie Amlehn gestaltete das kulturelle Leben Sursees im 19. Jahrhundert sowie am Anfang des 20. Jahrhunderts rege mit. Sie ist mit ihren Arbeiten in Sursee vielfältig präsent, vor allem auch mit Werken auf dem Friedhof Dägerstein. Das Legat Amlehn umfasst Werke und Modelle der hier während drei Generationen tätigen Familie.